# ساتشا مولر
ساتشا مولر هو لاعب كرة قدم سويسري في مركز الوسط، ولد في 28 فبراير 1970 في فولكيتسفيل في سويسرا. شارك مع منتخب سويسرا لكرة القدم. أما مع النوادي، فقد لعب مع نادي سانت غالن ونادي فينترتور ونادي لوزيرن.